# Йоган Адольф Гассе
Йоганн Адольф Гассе (нім. Johann Adolph Hasse, охрещений 25 березня 1699, Берґедорф, поблизу Гамбурга — 16 грудня 1783, Венеція) — німецький композитор, співак і музичний педагог епохи бароко і класицизму. Гассе, один із найяскравіших представників сентименталізму, одним із перших композиторів звернувся до стилю рококо. Найбільшу популярність здобув як автор опер (італійською мовою) і духовної музики, зробив великий внесок в розвиток опери серіа, а також був одним із зачинателів жанру комічної опери (ще до Перголезі). Був другом відомого поета і лібретиста П'єтро Метастазіо, писав опери на його сюжети.

## Біографія
Гассе був продовжувачем давньої династії знаменитих німецьких музикантів: його прадід, Петер Гассе, був відомим органістом, учнем Свелінка і стояв біля витоків північнонімецької органної школи, а дід, Ніколаус, також органіст, розвивав ідеї батька і здобув загальнонімецьку популярність. На відміну від своїх предків, Хассе найбільшу популярність здобув як автор опер: він зробив великий внесок в розвиток опери-серіа, а також був одним із зачинателів жанру комічної опери (ще до Перголезі). Хассе почав музичну кар'єру в Гамбурзі в опері, куди вступив у 1718 році тенором.
1719 року став капельмейстером у Брауншвейзі, де створенням опери «Антіох» у 1721 році почав діяльність як композитор. 1722 року Гассе поїхав до Італії і оселився в Неаполі, де навчався у Нікола Порпори, а потім у Алессандро Скарлатті. 1730 року одружився із оперною співачкою Фаустиною Бордоні і в тому ж році отримав запрошення стати придворним капельмейстером в Дрездені, куди прибув у липні наступного року, при ньому капела отримала славу найкращого оркестру Європи. У цей час для Дрезденського оркестру писали музику композитори Зеленка, Телеман, Вівальді, Кванц. Цю посаду він з від'їздами до Італії обіймав до 1764. Потім Гассе працював у Відні через заподіяні Семирічною війною збитки Дрездену і падіння інтересу до музики при саксонському дворі, а після поїхав 1773 року до Венеції, де і помер за 10 років від артриту, незабаром після смерті дружини, і був забутий. Інтерес до композитора відродився 1820 року після виходу його біографії, написаної Ф. Кандлером.

## Творча спадщина
Автор понад 60 опер (писав приблизно по 2 опери на рік), написав кілька ораторій, безліч серенад, кантат і значну кількість музичних творів духовної тематики. Він використовував лібрето для своїх опер, написані відомими сучасниками, такими як П'єтро Метастазіо, Апостоло Дзено, Стефано Паллавічині, Джованні Пасквіні та ін. Також композитор написав велику кількість камерно-інструментальних творів, в їх числі близько 80 концертів для флейти, сонати, симфонії. Значна частина творів була загублена під час Семирічної війни і бомбардування Дрездена союзниками під час Другої світової війни.

## Список творів

### Ораторії[6]
- 1730, друга версія 1759 S. Petrus et S. Maria Magdalena
- 1731 Daniello, текст Апостоло Дзено
- 1734 Il cantico de' tre fanciulli, текст: Стефано Бенедетто Паллавічині
- 1736 Serpentes Ignei in deserto (Le Serpe nell'Deserto), текст: Бонавентура Бономо
- 1737 Le Virtù appié della Croce, текст Стефано Бенедетто Паллавічині
- 1741 Giuseppe riconosciuto, текст: П'єтро Метастазіо
- 1742 I pellegrini al sepolcro di nostro redentore, текст Стефано Бенедетто Паллавічині
- 1744 La Deposizione della Croce, текст: Стефано Бенедетто Паллавічині
- 1744 Ci'l un parantê und parsol scelopgrini, текст Стефано Бенедетто Паллавічині
- 1745 La Caduta di Gerico, текст Джованни Клаудіо Пасквіні
- 1747, друга версія 1772 Santa Elena al Calvario, текст П'єтро Метастазіо
- 1750 La conversione di Sant' Agostino, текст Марії Антонії Вальпургіс Саксонської

### Церковна музика
- Confitebor tibi, Фа мажор
- Dixit Dominus, До мажор
- Missa ultima in g (Венеція 1783)
- Messe in d (1751, до відкриття Католицької церкви Саксонського Королівського двора Дрезденського Кафедрального собору
- Messe in a
- Miserere in d
- Miserere in F
- Miserere in c
- Regina coeli in D
- Requiem C-Dur (1763, на смерть Августа III (Фрідріха Августа II)
- Requiem, Мі-бемоль мажор
- Salve Regina in A
- Salve Regina in F
- Te Deum (1751, до Католицької церкви Саксонського Королівського двору)
- Venite pastores. Motetto pastorale

### Опери, інтермецо
1. Antioco (1721, Брауншвейг)
2. Antonio e Cleopatra (1725, Неаполь)
3. Il Sesostrate (1726, Неаполь)
4. La Semele o sia La richiesta fatale (1726, Неаполь)
5. L'Astarto (1726, Неаполь)
6. Enea in Caonia (1727, Неаполь)
7. Gerone tiranno di Siracusa (1727, Неаполь)
8. Attalo, re di Bitinia (1728, Неаполь)
9. L'Ulderica (1729, Неаполь)
10. La sorella amante (1729, Неаполь)
11. Tigrane (1729, Неаполь)
12. Artaserse (1730, Венеція)
13. Dalisa (1730, Венеція)
14. Arminio (1730, Мілан)
15. Ezio (1730, Неаполь)
16. Cleofide (1731, Дрезден)
17. Catone in Utica (1731, Турин)
18. Cajo Fabricio (1732, Рим)
19. Demetrio (1732, Венеція)
20. Euristeo (1732, Венеція)
21. Issipile (1732, Неаполь)
22. Siroe rè di Persia (1733, Болонья)
23. Sei tu, Lidippe, ò il sole (1734, Дрезден)
24. Senz'attender che di maggio (1734 Дрезден)
25. Tito Vespasiano, La clemenza di Tito (1735, Пезаро)
26. Senocrita (1737, Дрезден)
27. Atalanta (1737, Дрезден)
28. Asteria (1737, Дрезден)
29. Irene (1738, Дрезден)
30. Alfonso (1738, Дрезден)
31. Viriate (1739 Венеція)
32. Numa Pompilio (1741, Губертсбург)
33. Lucio Papirio (1742, Дрезден)
34. Asilio d'amore (1742, Неаполь)
35. Didone abbandonata (1742, Губертсбург)
36. Endimione (1743, Неаполь)
37. Antigono (1743, Губертсбург)
38. Ipermestra (1744, Відень)
39. Semiramide riconosciuta (1744, Неаполь)
40. Arminio (1745, Дрезден)
41. La spartana generosa, ovvero Archidamia (1747, Дрезден)
42. Leucippo (1747, Губертсбург)
43. Demofoonte (1748, Дрезден)
44. Il natal di Giove (1749, Губертсбург)
45. Attilio Regolo (1750, Дрезден)
46. Ciro riconosciuto (1751, Дрезден)
47. Adriano in Siria (1752, Дрезден)
48. Solimano (1753, Дрезден)
49. L'eroe cinese (1753, Губертсбург)
50. Artemisia (1754, Дрезден)
51. Il rè pastore (1755, Губертсбург)
52. L'Olimpiade (1756, Дрезден)
53. Nitteti (1758, Венеция)
54. Il sogno di Scipione (1758, Варшава)
55. Achille in Sciro (1759, Неаполь)
56. Alcide al bivio (1760, Відень)
57. Zenobia (1761, Відень)
58. Il trionfo di Clelia (1762, Відень)
59. Egeria (1764, Відень)
60. Romolo ed Ersilia (1765, Інсбрук)
61. Partenope (1767, Відень)
62. Piramo e Tisbe (1768, Відень)
63. Il Ruggiero ovvero L'eroica grattitudine (1771, Мілан)

### Кантати

#### Кантати з контінуо
- Ah, per pietade almeno (сопрано і контінуо)
- Appena affisi in due begl'occhi (сопрано і контінуо)
- Aure leite intorna a Clori (альт і контінуо)
- Bella, mi parto, o Dio (Fille mi parto o Dio) (альт і контінуо)
- Cadro’, mai i Filistei (Sansone) (бас і контінуо) спірне авторство, можливо А. Кальдара
- Care luci che splendete (сопрано і контінуо)
- Caro padre (сопрано і контінуо)
- Chieggio ai gigli ed alle rose (сопрано і контінуо)
- Chi mi toglie (сопрано і контінуо)
- Clori, mio ben, cor mio (сопрано і контінуо)
- Credi, o caro, alla speranza (сопрано і контінуо)
- Dalle tenebre orrende (Orfeo ed Euridice) (2 сопрано і контінуо)
- Di chi ti lagni (сопрано і контінуо)
- Ecco l'ora fatal (сопрано і контінуо) 1745
- Fata forza (сопрано і контінуо)
- Filli mia di vaghi fiori (альт і контінуо)
- Gia il so verso l'occaso (сопрано і контінуо)
- Infelice Amarilli, che pensi (сопрано і контінуо)
- Irene, amata Irene, idolo mio (сопрано/альт і контінуо)
- Lascia il fior, l'erbette e'l rio (сопрано і контінуо) Лондон, 1751
- La tua rara belezza (альт і контінуо)
- Long tems par une rigeur feinte (альт і контінуо)
- L'ora fatal (сопрано і контінуо)
- L'ori mio ben, cuor mio (сопрано і контінуо)
- Lungi d'ogni amoroso aspro tormento (сопрано і контінуо)
- Mirzia, gia l'aria intorno (сопрано і контінуо)
- Oh Dio! partir conviene (альт і контінуо) Лондон, 1751
- O numi eterni! Oh stelle (сопрано і контінуо)
- O pace del mio cor (сопрано і контінуо)
- Orgoglioso fiumicello (Inciampo) (сопрано/альт і контінуо) текст П. Метастазіо. Лондон, 1732
- Parto, mia Filli, і vero (сопрано і контінуо)
- Perche leggiadra Irene (сопрано і контінуо)
- Povero fior di Clizia (сопрано і контінуо) спірне авторство, можливо Н. Порпора
- Povero giglio, oh Dio (альт і контінуо)
- Pur ti stringo in questo petto (сопрано і контінуо) Лондон, 1751
- Se al ciglia l'usingiuro (сопрано і контінуо)
- Tanto dunque и si reo (альт і контінуо)
- Tra l'odorose piante (сопрано і контінуо)
- Tutto amore, e tutto fede (сопрано і контінуо)
- Va cogliendo, la mia Clori (сопрано і контінуо) Лондон, 1751
- Veggio la vaga Fille (сопрано і контінуо) текст Паоло Роллі
- Vieni dell'alma mia (сопрано і контінуо)
- Vien la speranza (сопрано і контінуо)

#### Кантати з інструментами облігато
- Bell'aurora che d'intorno (сопрано/альт, скрипка і контінуо)
- Clori, mia vita, tu che di questo cor (альт, 2 скрипки і контінуо)
- Direi ma fosse pria di dirti (сопрано, 2 скрипки і контінуо) (втрачена)
- E pur odo o non mor (сопрано, 2 скрипки і контінуо)
- Fille, dolce mio bene (сопрано, флейта/скрипка і контінуо)
- Ho fuggito Amor anch'io (сопрано, 2 скрипки і контінуо) текст Паоло Роллі
- La fiamma che nel seno (сопрано/альт, флейта/скрипка і контінуо)
- L'armonica (сопрано/альт, 2 скрипки, скляна гармоніка і контінуо)
- Mentre Clori la bella (сопрано, 2 флейты і контінуо)
- Pallido il volto (сопрано, флейта/скрипка і контінуо)
- Passa da pene in pene (альт, флейта/скрипка і контінуо)
- Per palesarti appieno (сопрано, 2 блокфлейти/флейта/скрипка і контінуо) Лондон, 1751
- Pur deggio partire (сопрано, 2 скрипки і контінуо)
- Quel vago seno, т Fille (сопрано, флейта і контінуо)
- Se il cantor trace, oh Dio (альт, 2 скрипки і контінуо)
- Solitudini campestre (сопрано, 2 скрипки і контінуо) текст Паоло Роллі
- Vaga madre di cari diletti (Adone) (сопрано, 2 скрипки і контінуо) текст Паоло Роллі

### Інструментальна музика
- 6 тріо сонат Опус 1 (1738 — Witvogel, Amsterdam) або Опус 2 (1739 — Walsh, Лондон)
- 12 концертів для флейти, струнних і генерал-баса Оп.3 (Лондон, 1741)
- 6 концертів для 2 скрипок, 2 гобоя і генерал-баса Оп.4 (Лондон, 1741)
- 6 соло для флейти або скрипки Оп.5 (Лондон, 1744)
- 6 симфоній для 4 струнних Оп. 5
- 6 сонат для клавесина Оп.7 (Лондон, 1758)
- 6 концертів для органу або клавесина (Лондон, 1 741)
- Концерт для мандоліни і квартету, (соль мажор)
- Концерт для віолончелі та струнних, (ре мажор)
- 80 концертів для флейти
- 6 сонат або тріо для 2 флейт або скрипок (Лондон, 1739)